# Castello di Montebello (Poggio Torriana)
Il castello di Montebello, noto anche come castello di Guidi di Bagno, è un castello medievale situato nel territorio dell'antica signoria malatestiana di Rimini, arroccato su un colle alto 436 metri da cui domina il borgo di Montebello di Torriana, in provincia di Rimini. Appartenuto ai Malatesta e ai Guidi di Bagno era al centro dell'omonima contea.

## Storia
La prima notizia sul maniero è contenuta in un rogito redatto da un notaio di Verucchio il 24 settembre 1186, in cui Ugolinuccio di Maltalone lo vendette a Giovanni Malatesta, congiunto di Malatesta "Mastin vecchio", autentico capostipite della casata riminese.
Per tre secoli le vicende della rocca saranno decisamente influenzate da quelle dei Malatesta che la trasformarono da fortilizio in maestoso castello apparentemente inespugnabile. Furono completate, infatti, le mura di cinta, eretti nuovi torrioni, camminamenti di ronda e l'armeria. Dopo la resa di Sigismondo Pandolfo Malatesta e del figlio Roberto, che saccheggiò Montebello, nella seconda metà del Quattrocento Giovanni Francesco Guidi di Bagno, come ricompensa per aver contribuito alla sconfitta di Sigismondo, ricevette il titolo di conte con bolla pontificia promulgata dal papa Pio II il 1º giugno 1464.
I Guidi di Bagno conservarono il territorio di Montebello fino al 1797, anno del decreto napoleonico sull'eversione della feudalità, con il rango di marchesi dal 1549 e tuttora sono i proprietari del castello.
La nobile famiglia mantenne la proprietà della residenza, che aveva riportato danni a causa della seconda guerra mondiale, e attuò radicali restauri nel 1989. Del periodo medievale permangono il massiccio mastio, le prigioni feudali, i passaggi segreti, i trabocchetti difensivi, la solida cassaforte che gli invasori francesi tentarono vanamente di portare via alla fine del XVIII secolo. L'armeria, collocata fuori del complesso, è una costruzione rettangolare assai modificata nel Settecento.
Il portone d'onore dà accesso alla rocca: sul muro è visibile uno stemma cinquecentesco scolpito in pietra e inquartato con le armi Guidi e Colonna di Zagarolo, in memoria di un matrimonio che unì le due stirpi.
Nella parte rinascimentale, voluta dai Guidi di Bagno, sono visibili gioielli, specchi, ritratti degli antenati, un grande albero genealogico dipinto, una collezione di forzieri e di cassepanche nuziali. Il salone delle feste conserva gli arredi originali, mentre nella cappella gentilizia si nota un dipinto raffigurante il santo di famiglia Carlo Guidi.
Il cosiddetto corridoio di Azzurrina, mostra il luogo dove, secondo la leggenda, si sarebbe verificata la sparizione di Guendalina Malatesta - bambina albina di cinque anni, supposta figlia del feudatario Ugolinuccio e di Costanza - il 21 giugno 1375, nel giorno del solstizio d'estate.
Il ritratto appeso nella galleria è opera della pittrice toscana Novella Parigini.

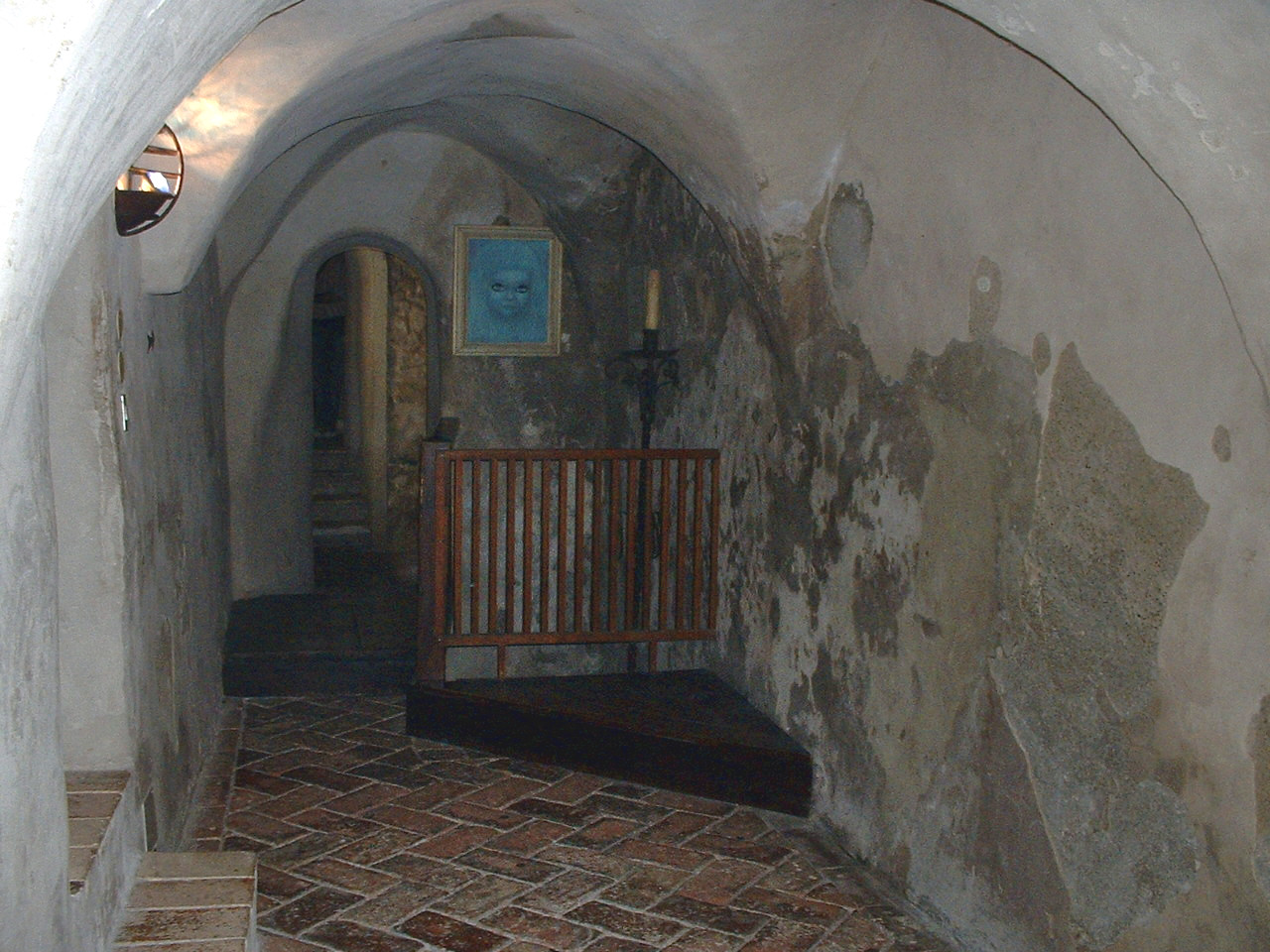
Il corridoio detto di Azzurrina
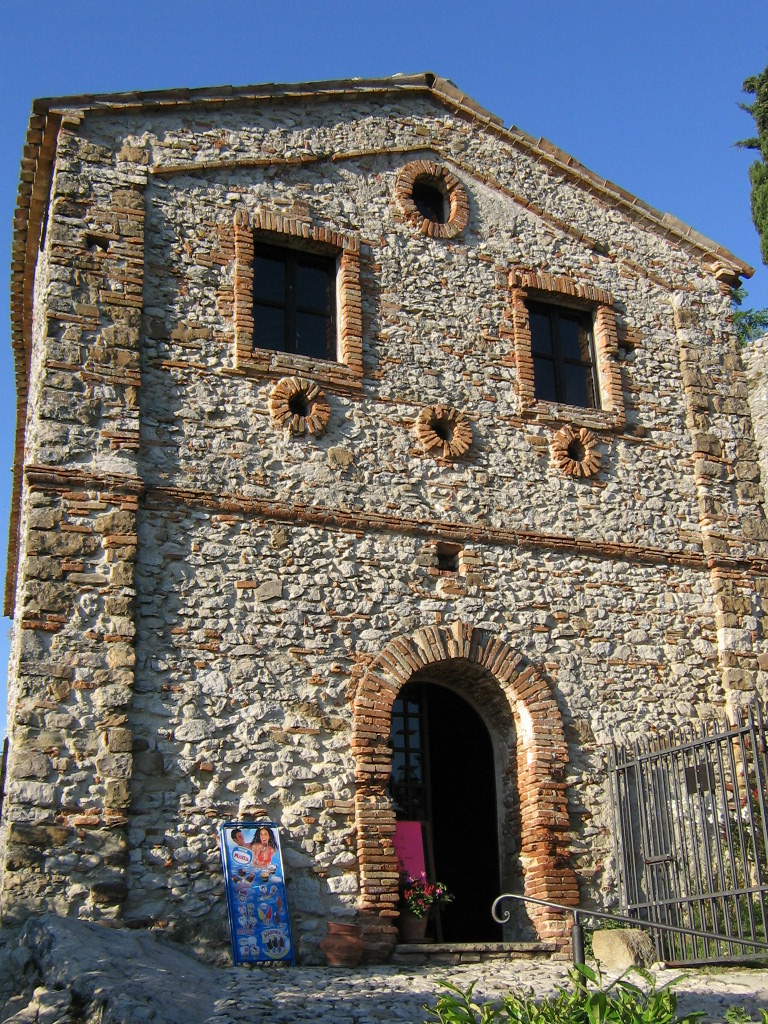
L'armeria, già pieve
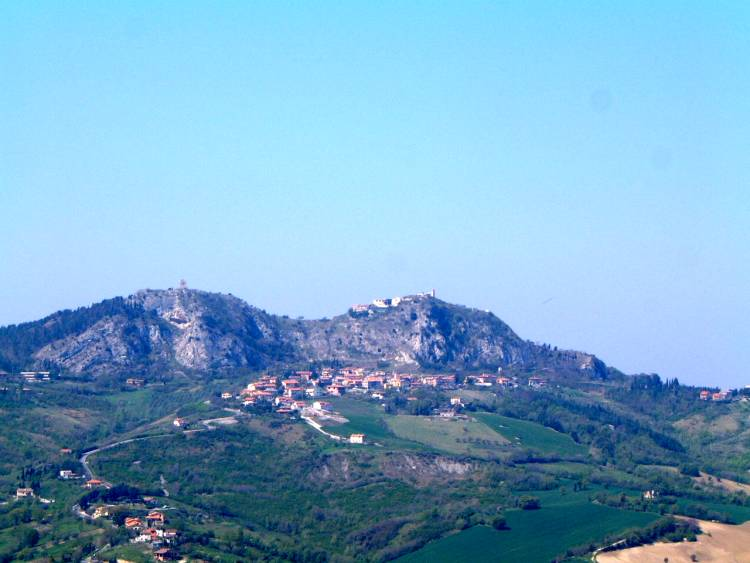
Torriana e Montebello
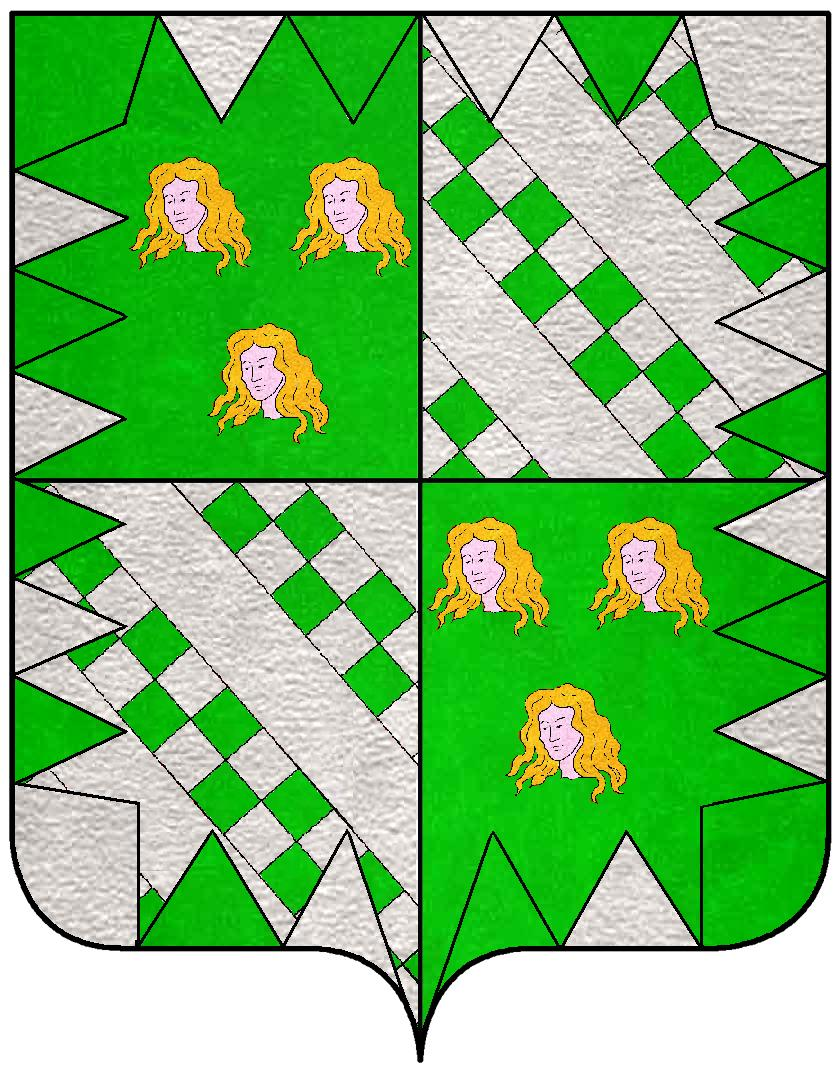
Il blasone dei Malatesta
L'arma dei Guidi di Bagno